# Negro brillante BN
El negro brillante BN es un colorante azoderivado y sintético. Cuando se emplea en la industria alimentaria como colorante aparece bajo el código: E 151. Se emplea en la coloración de algunas mermeladas (aquellas en las que resulta necesario ennegrecer su contenido), en el sucedáneo del caviar y en algunas gominolas relacionadas con el regaliz. Al igual que otros colorantes azoderivados el negro PN está bajo vigilancia periódica por la EFSA (European Food Standards Agency) siendo en algunos casos causante de reacciones alérgicas.

## Características
Se trata de un colorante comercializado en forma de polvo negro, puede presentarse en forma de gránulos. Es muy soluble en agua. Por regla general se entiende que es una sal diódica, aunque también hay cálcica disponible en el mercado. En cualquier caso se trata de un colorante artificial negro. 

## Usos
El principal uso del colorante es en la industria alimentaria, concretamente en las fases finales del procesado de algunos alimentos. Se emplea en los sucedáneos del caviar: huevas, en algunas mermeladas y dulces que requieren ser negros. En las aplicaciones de medicina se llegó a proponer, junto con el amarillo 2G, para el tratamiento de los cálculos renales debido a su capacidad de anular en el intestino la absorción de ácido oxálico.

## Salud
En el año 2009 la EFSA (European Food Standards Agency) sometió a revisión la ingesta diaria admisible (IDA) de varios colorantes alimentarios artificiales, concretamente los azoicos. Entre ellos se encontraba el negro PN. El motivo se encontraba en la aparición de casos de trastorno de conducta e hiperactividad infantil asociados a su consumo indirecto en alimentos que poseían este colorante. Sobre todo en combinación con benzoatos. Aunque su ingesta no es tóxica de forma directa, las bacterias de la flora intestinal pueden sintetizar compuestos posiblemente peligrosos, es por esta razón por la que posee un bajo valor de IDA y su uso restringido. Siendo su ingesta máxima de 1-5 mg/kg de peso corporal. Existen estudios mediante los cuales se demuestra como el colorante es descompuesto en sustancias tóxicas por acción del calor.[cita requerida]